# Urotrygonidae
Az Urotrygonidae a porcos halak (Chondrichthyes) osztályába és a sasrájaalakúak (Myliobatiformes) rendjébe tartozó család.
A családba 20 élő faj tartozik.

## Tudnivalók
Az idetartozó nemeket és fajok korábban az Urolophidae porcoshal-családba sorolták be. Az Urotrygonidae porcoshal-család előfordulási területe három faj kivételével - amelyek az Atlanti-óceán nyugati felén élnek -, a Csendes-óceán keleti felén található meg. Ezek a porcos halak fajtól függően 11,8-76 centiméteresek.

## Rendszerezés
A családba az alábbi 2 nem tartozik:
- Urobatis Garman, 1913 - 7 faj
- Urotrygon T. N. Gill, 1863 - 13 faj; típusnem